# Watts-opstanden
Watts-opstanden var en opstand i bydelen Watts i Los Angeles , Californien, der fandt sted 11. august til 16. august 1965. 34 mennesker døde, 1.032 blev såret og 3.438 blev fængslet. Det var den værste opstand i Los Angeles historie indtil opstanden i Los Angeles i 1992.

## Yderligere læsning
- Cohen, Jerry and William S. Murphy, Burn, Baby, Burn! The Los Angeles Race Riot, August 1965, New York: Dutton, 1966.
- Conot, Robert, Rivers of Blood, Years of Darkness, New York: Bantam, 1967.
- Guy Debord, Decline and Fall of the Spectacle-Commodity Economy, 1965. A situationist interpretation of the riots Arkiveret 15. december 2018 hos  Wayback Machine
- Horne, Gerald, Fire This
- Violence in the City—An End or a Beginning?, A Report by the Governor's Commission on the Los Angeles Riots, 1965, John McCone, Chairman, Warren M. Christopher, Vice Chairman. Official Report online Arkiveret 14. maj 2012 hos  Wayback Machine\
- David O' Sears The politics of violence: The new urban Blacks and the Watts riot
- Clayton D. Clingan Watts Riots
- Paul Bullock Watts: The Aftermath New York: Grove Press, Inc., 1969
- Johny Otis Listen to the Lambs. New York: W.W. Norton and Co.. 1968